# N-straal
N-stralen waren een ontdekking die aan het begin van de twintigste eeuw werd beschreven door René Blondlot en later ook door andere wetenschappers, maar uiteindelijk een foute interpretatie van de feiten en een vorm van zelfbedrog bleek te zijn.
Deze zogenaamde N-stralen werden in 1903 beschreven door de Franse natuurkundige René Blondlot (1849-1930). Hij noemde ze naar de stad Nancy waar hij werkte. Blondlot wekte de N-stralen op door in eerste instantie röntgenstralen te breken met een aluminium prisma. Hij deed dit omdat hij de voortplantingssnelheid van röntgenstralen wilde vaststellen. Blondlot had hiervoor naam gemaakt door aan te tonen dat elektrische stroom zich in geleiders met vrijwel de lichtsnelheid voortbeweegt. Later ontdekte hij nog vele andere bronnen voor de stralen. N-stralen waren volgens hem waar te nemen door veranderingen in de helderheid van vonken en lichtgevende verf. De Amerikaan Wood toonde het zelfbedrog in 1904 aan. Frans nationalisme en wetenschappelijke hiërarchie speelden een rol in de affaire. 

## Onenigheid
Verschillende andere wetenschappers beweerden dat zij hetzelfde fenomeen hadden ontdekt en er was een ernstige onenigheid die door de Académie des Sciences moest worden opgelost. Toen gerenommeerde wetenschappers de gemeten effecten niet konden reproduceren, bleek al gauw dat het om een foute interpretatie van de feiten ging. Elke wetenschapper die de N-stralen had waargenomen had exact gezien wat hij verwachtte.

## Ontmaskering door Wood
Het einde van de N-stralen kwam nadat de Amerikaanse fysicus Robert Williams Wood (1868-1955) in 1904 het laboratorium van Blondlot had bezocht. Hij wilde met eigen ogen zien hoe Blondlot de N-stralen opwekte, aangezien het hem en zijn collega's niet wilde lukken. Toen Blondlot een moment niet oplette, verwijderde Wood het aluminium prisma uit zijn behuizing. Blondlot startte de proef en kon toch probleemloos de N-stralen waarnemen. Toen Wood het prisma terugplaatste, werd hij betrapt door de assistent van Blondlot (of heeft zich laten betrappen), maar deze dacht dat Wood het prisma zojuist had verwijderd. Toen Blondlot de proef overdeed, met het prisma op zijn plaats maar met Blondlot in de veronderstelling dat het was verwijderd, nam Blondlot geen N-stralen waar. Nadat Wood de waarheid vertelde aan Blondlot, zag hij zijn fout in. Blondlot is de klap nooit meer te boven gekomen. Robert W. Wood publiceerde zijn bevinding in het Britse tijdschrift Nature in februari 1904.

## Frans nationalisme
Nationalisme lijkt een rol te hebben gespeeld bij het reproduceren van de proeven van Blondlot. Het was opvallend dat vooral (veelal jonge) Franse onderzoekers de proeven konden reproduceren, maar buitenlandse wetenschappers vrijwel niet. Röntgenstralen waren kort tevoren ontdekt door de Duitsers en de Frans-Pruisische oorlog was zojuist verloren door Frankrijk. Men vond waarschijnlijk dat Frankrijk niet achter kon blijven. Ook was het in de hiërarchisch ingestelde Franse wetenschap van die tijd voor jonge wetenschappers goed voor hun carrière om mee te liften op het succes van gevestigde oudere wetenschappers. Hen tegenspreken was in ieder geval minder verstandig.
Blondlot sleepte andere geleerden in de affaire mee, onder anderen Paul Broca en Jean Becquerel (de zoon).

## Methode en zelfbedrog
Het verhaal van N-stralen is er een goed voorbeeld van hoe een juiste toepassing van de wetenschappelijke methode dwalingen in de wetenschap kan voorkomen en een goed voorbeeld dat ook intelligente, bekende wetenschappers het slachtoffer van zelfbedrog kunnen worden.